# Кремер, Майкл
Майкл Роберт Кремер (англ. Michael Robert Kremer; род. 12 ноября 1964, Нью-Йорк) — американский экономист, специалист по экономике развития. Лауреат премии по экономике памяти Альфреда Нобеля 2019 года совместно с Абхиджитом Банерджи и Эстер Дюфло «за их экспериментальный подход к смягчению глобальной бедности».
Член Национальной академии наук США (2020).

## Биография
Родители Майкла Кремера происходили из семей еврейских иммигрантов из Австрии и Польши. Его отец Юджин Кремер (род. 1938) — профессор и декан архитектурного отделения Университета штата Канзас, член редколлегии журнала «Journal of Architectural and Planning Research»; мать — Сара Лилиэн Киммель (1939—2018) — была заслуженным профессором отделения английской литературы Университета штата Канзас, автором книг и научных публикаций по еврейской литературе в США и отражению темы Холокоста в современной прозе, членом редколлегии журнала американской ассоциации преподавателей идиша «Yiddish-Modern Jewish Studies».
В 1985 получил степень бакалавра социальных исследований в Гарвардском колледже, в 1992 степень доктора философии по экономике в Гарвардском университете.
Занимает должность профессора по развитию обществ, созданную в Гарвардском университете на средства Фонда Билла и Мелинды Гейтс. Член Американской академии искусств и наук, обладатель стипендии Макартура и Президентской стипендии для преподавателей, был назван молодым глобальным лидером на Всемирном экономическом форуме. Кремер работает научным консультантом в Институте инноваций для борьбы с бедностью (en:Innovations for Poverty Action, Нью-Хейвен, Коннектикут), созданном для решения проблем социального и международного развития. Является членом международного общества по борьбе с нищетой Giving What We Can. Кремер является основателем и президентом WorldTeach, организации, созданной на базе Гарвардского университета, которая направляет студентов и недавних выпускников в качестве учителей-добровольцев на летние и годовые программы в развивающиеся страны.
Научные интересы Кремера сосредоточены на исследовании стимулов. В частности, на разработке механизмов стимулирования вакцинации в развивающихся странах, а также на использовании рандомизированных методов для оценки мероприятий в области социальных наук. Он создал известную теорию экономического развития на базе комплементарных компетенций, получившую название «теория уплотнительных колец».
Кремер предложил одно из наиболее убедительных объяснений феномена гиперболического роста мирового населения, наблюдавшегося до начала 1970-х годов, а также экономических механизмов демографического перехода. На Неделе роста-2010, проводившейся Международным центром роста (en:International Growth Centre), Кремер представил своё исследование в области человеческого капитала.